# Хлібороб (Поспєлихинський район)
Хліборо́б (рос. Хлебороб) — селище у складі Поспєлихинського району Алтайського краю, Росія. Адміністративний центр Борківської сільської ради.

## Населення
Населення — 708 осіб (2010; 786 у 2002).
Національний склад (станом на 2002 рік):
- росіяни — 79 %